# 联合国安全理事会第1676号决议
联合国安理会1676号决议是2006年5月10日在联合国安全理事会第5435次会议通过的。这个决议是关于索马里局势的。会议由刚果代表主持，安理会的15个国家全部投了赞成票。
决议决定继续禁止向索马里运送任何武器和军事装备，重新设立监测组，以改进联合国安理会733号决议所定措施的执行和遵守情况。

## 相关决议
- 联合国安理会733号决议
- 联合国安理会1519号决议
- 联合国安理会1558号决议
- 联合国安理会1587号决议
- 联合国安理会1630号决议